# Madžar (mesto)
Madžar  (tatarsko Macar, rusko Маджар: Madžar) je bilo v 13. in 14. stoletju mesto v Zlati hordi, ki je imelo pomembno vlogo v trgovanju med Idel-Uralom, Kavkazom in regijami ob Črnem morju. Mesto je leta 1310 in 1311 kovalo svoj denar. Leta 1395 ga je opustošila Timur Lenkova vojska.
Ruševine zgradb, javnih kopališč, vodovodnega omrežja in delavnic ležijo ob reki Kumi v bližini Budjonovska v Stavropolskem okrožju v Ruski federaciji.
Mesto je okoli leta 1332 obiskal slavni maroški svetovni potnik Ibn Batuta in zapisal: 
»Nato sem se odpravil v mesto al-Māchar, veliko mesto, eno od najlepših turških mest, ki leži ob veliki reki in ima obilo vrtov in sadja«.
Na istem mestu je morda stalo neznano hazarsko mesto, ustanovljeno v 2. stoletju n. št..